# Issia Wazi Football Club
L'Issia Wazi Football Club è una società calcistica con sede a Issia in Costa d'Avorio.
Fondato nel 1989, il club milita nella Prima Divisione ivoriana.

## Rosa 2012
| N. |                           | Ruolo | Calciatore         |
| -- | ------------------------- | ----- | ------------------ |
| 1  | Costa d'Avorio (bandiera) | P     | Tiassé Koné        |
| 2  | Costa d'Avorio (bandiera) | A     | Gnakabi Ottro      |
| 3  | Costa d'Avorio (bandiera) | D     | Guy Claude Diawara |
| 4  | Costa d'Avorio (bandiera) | A     | Okahué Franck Dali |
| 5  | Costa d'Avorio (bandiera) | D     | Assane Koné        |
| 6  | Costa d'Avorio (bandiera) | C     | Mediomo Diomandé   |
| 7  | Costa d'Avorio (bandiera) | C     | Pacôme Kouadio     |
| 8  | Costa d'Avorio (bandiera) | C     | José Irritié       |
| 9  | Costa d'Avorio (bandiera) | A     | Charles Dié        |
| 10 | Costa d'Avorio (bandiera) | C     | Malan Kassi        |
| 11 | Costa d'Avorio (bandiera) | A     | Eric Serges Guédé  |
| 12 | Costa d'Avorio (bandiera) | A     | Euloge Ya Semon    |
| 13 | Costa d'Avorio (bandiera) | D     | Lancine Diaby      |

| N. |                           | Ruolo | Calciatore               |
| -- | ------------------------- | ----- | ------------------------ |
| 15 | Costa d'Avorio (bandiera) | D     | Anzoumana Touré          |
| 16 | Costa d'Avorio (bandiera) | P     | Abdoul Karim Cissé       |
| 18 | Costa d'Avorio (bandiera) | D     | Albert Kouakou N'Guessan |
| 20 | Costa d'Avorio (bandiera) | D     | Marcellin Koffi          |
| 21 | Costa d'Avorio (bandiera) | A     | Moumouni Ouattara        |
| 22 | Costa d'Avorio (bandiera) | P     | Bébé Roger Ollékam       |
| 24 | Costa d'Avorio (bandiera) | A     | Kan Arsène Kouakou N'Dri |
| 25 | Costa d'Avorio (bandiera) | A     | Binaté Souleymane        |
| 26 | Costa d'Avorio (bandiera) | C     | Ousmane Bagayoko         |
| 27 | Costa d'Avorio (bandiera) | C     | Yao Eric Kouamé          |
| 28 | Costa d'Avorio (bandiera) | C     | N'Dri Fabrice Kouadio    |
| 30 | Costa d'Avorio (bandiera) | A     | Mohamed Awal Koné        |
| 31 | Costa d'Avorio (bandiera) | D     | Groyou Sahié             |

## Palmarès

### Competizioni nazionali
- Coppa della Costa d'Avorio: 1

2006

### Altri piazzamenti
- Coppa della Costa d'Avorio:

Finalista: 2007